# Џенкинс (Кентаки)
Џенкинс (енгл. Jenkins) град је у америчкој савезној држави Кентаки.

## Демографија
По попису из 2010. године број становника је 2.203, што је 198 (-8,2%) становника мање него 2000. године.
| Група             | 2000.         | 2010.         |
| Белци             | 2.346 (97,7%) | 2.141 (97,2%) |
| Афроамериканци    | 26 (1,1%)     | 18 (0,8%)     |
| Азијати           | 8 (0,3%)      | 6 (0,3%)      |
| Хиспаноамериканци | 7 (0,3%)      | 26 (1,2%)     |
| Укупно            | 2.401         | 2.203         |